# Henri Beau (pittore)
Henri Beau (Montréal, 27 giugno 1863 – Montréal, 15 maggio 1949) è stato un pittore canadese.
Fu allievo di William Bouguereau.

## Biografia
Nativo della Provincia del Québec, fece i suoi primi studi in Canada con Joseph Chabert e viaggiò molto negli Stati Uniti prima di approdare a Parigi, dove si iscrisse all'Académie Julian.
Divenne così allievo di William Bouguereau e lavorò soprattutto in Francia, realizzando numerose tele per gli Archivi Pubblici Canadesi. Fu anche chiamato a ricoprire la carica di Segretario della "Società nazionale di Belle arti" di Parigi.

Nel 1938 rientrò in patria dove fu nominato Ufficiale dell' "Accademia francese".
Morì a Montréal all'età di 86 anni.

## Alcune opere
- n.d. - La Nuit de Noël du colonel Allen - (La notte di Natale del colonnello Allen)
- 1894 - Les Noces de Cana, - (Le nozze di Cana)
- 1900 - La Dispersion des Acadiens, - (La dispersione degli Accadiani)
- 1908 - L'Arrivée de Champlain à Québec, - (L'arrivo di Champlain a Québec)

## Opere nei Musei e nelle collezioni pubbliche
- Musée national des beaux-arts du Québec, Québec.

## Mostre
- Art Association of Montréal
- Académie royale du Canada
- Expo del 1900
- Museo di Nevers
- Museo nazionale di Belle arti del Québec
- "Salon des artistes français"
- "Salon d'automne"

## Galleria d'immagini

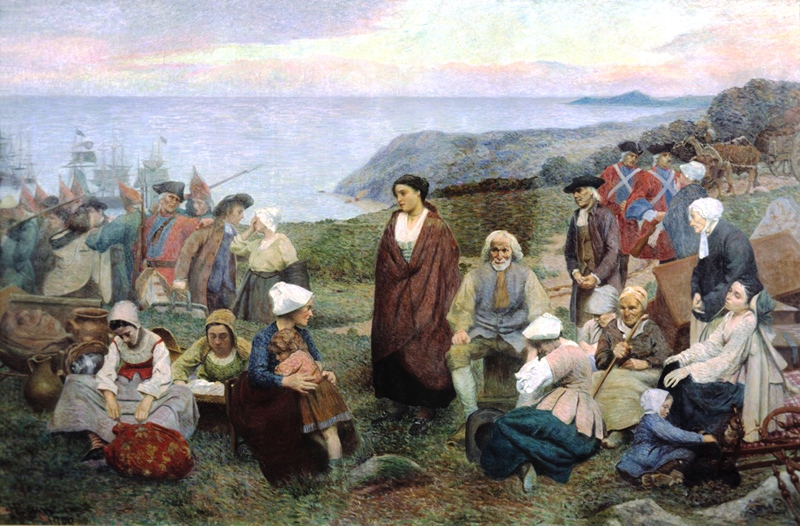
La Deportazione degli Accadiani
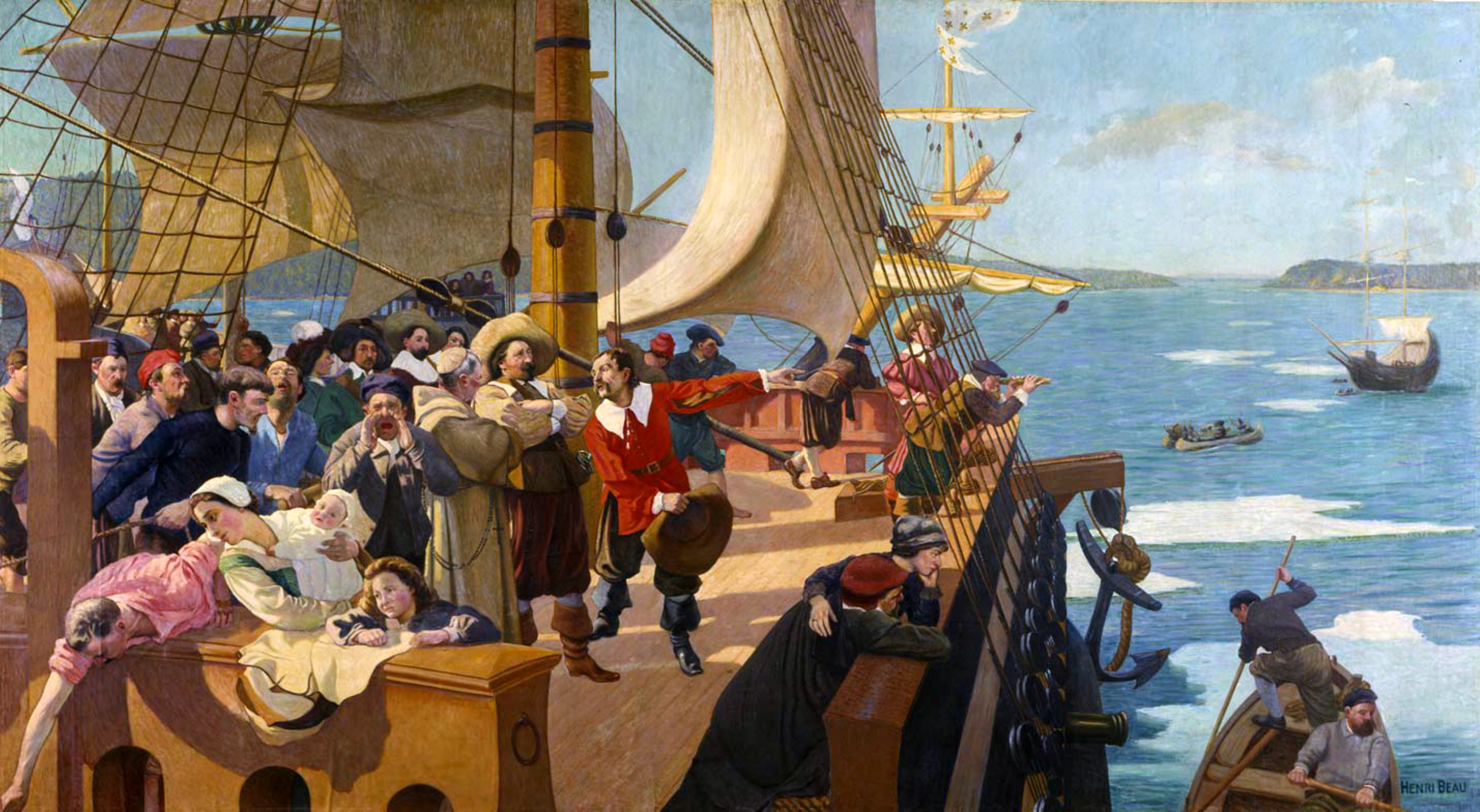
L'arrivo di Champlain a Québec
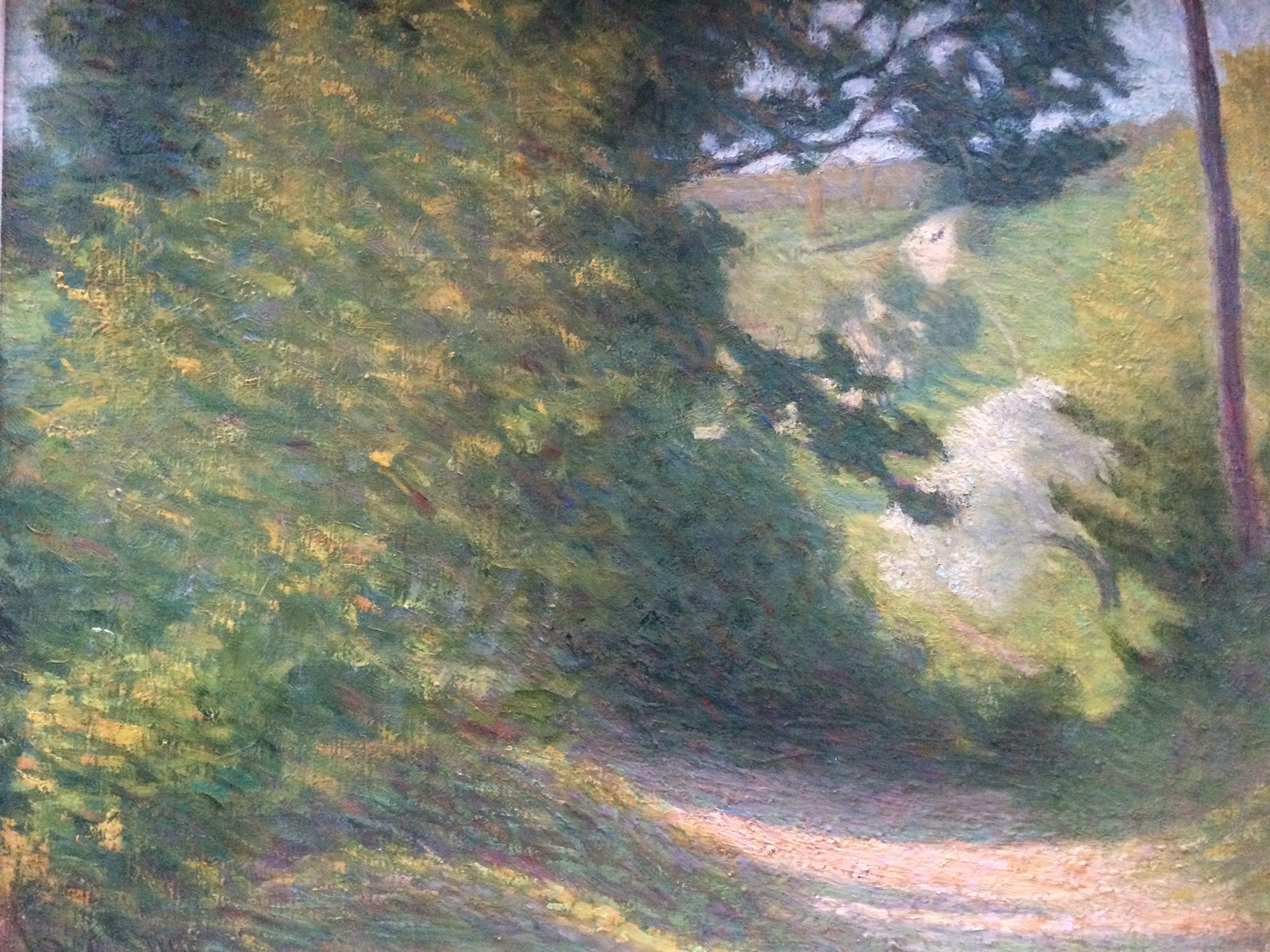
Sentiero in estate